# Emilio MacKinney
Emilio MacKinney Espinosa (Mérida, Yucatán, 8 de enero de 1842 - 1896 ) fue un botánico y escritor mexicano.

## Biografía
Fue hijo del médico estadounidense de origen escocés Alexander MacKinney y de María del Tránsito Espinosa y Losa, hija ésta de José Martín Espinosa de los Monteros, marino, catedrático e impresor español. Fue bautizado por el cura Tomás Quintana Roo, hermano de Andrés Quintana Roo, y fue su padrino Valentín Gómez Farías.
En 1864 publicó la novela La Paz del Sur, editada en la imprenta de M. Aldana y Rivas. Fue socio fundador de la Sociedad Literaria La Esperanza, en 1864, y del órgano informativo con el mismo nombre. Posteriormente dirigió el periódico de literatura y variedades La Oliva, de 1864 a 1869. En 1879 fundó la Caja de Ahorros de Mérida, para proteger a la clase obrera, además impartió clases de teneduría de libros, geografía, gramática, inglés y francés.
Fue uno de los primeros en investigar la flora local yucateca y sus aplicaciones medicinales, como trabajo de escritorio y campo. En este campo, publicó en 1889 varios folletos, con el título de El Nuevo Judío (Segunda edición del Libro del Judío que publicara su abuelo). Apuntes que servirán para la formación de la Flora Yucateca.
Otras obras suyas son: Primera cartilla ortológica para los niños, 1883; Agencia general de encargos, 1886; El Benemérito del Estado de Yucatán, C. Juan Miguel Castro, 1892; y el prólogo de la obra Ramillete de flores de la medicina, en 1890. También escribió una biografía del general Guillermo Palomino, gobernador de Yucatán.
Contrajo matrimonio el 9 de septiembre de 1868 en la ciudad de Pánuco, con María Encarnación Huerta y Chirinos nacida en 1852 en Pánuco (Veracruz), y fallecida el 14 de febrero de 1897 en Mérida, Yucatán, hija de José Antonio Huerta y Molina y Feliciana Chirinos y Mellado.
De entre sus hijos:
Alejandro MacKinney, participó en la fundación del Partido Nacional Antirreeleccionista y en 1913 se sumó al movimiento constitucionalista bajo las órdenes de Lucio Blanco alcanzando el grado de general. Vicenta MacKinney Huerta fue esposa del Lic. Manuel Castillo Brito, gobernador de Campeche del 16 de septiembre de 1911 al 11 de junio de 1913. Guillermo MacKinney Huerta también participó activamente en el movimiento revolucionario de 1910. Juan MacKinney Huerta fue un acaudalado empresario petrolero anterior a la nacionalización de 1938 y poseía extensos cultivos de aguacate de exportación. Rita MacKinney Huerta, quien fue madre del poeta y político yucateco Roger Cicero Mac-Kinney y madre del padre jesuita Julio Cicero Mac-Kinney, s.j. quien fue un naturalista y educador mexicano que trabajó por más de 40 años en la República Dominicana.

## Otras publicaciones
- José Martín Espinosa de los Monteros, Ricardo Ossado, Emilio MacKinney. 1898. Medicina doméstica o descripción de los nombre y virtudes de las yerbas indígenas de Yucatán y las enfermedades a que se aplican. 2ª edición de Impr. de "La Revista de Mérida", 16 pp.

## Ancestros
- José Martín Espinosa de los Monteros

- Datos: Q5831195